# 查爾斯頓 (密蘇里州)
查爾斯頓（英語：Charleston）是位於美國密蘇里州密西西比縣的城市。同時該地也是密西西比縣的縣治。

## 人口
根據2020年美國人口普查的數據，查爾斯頓的面積為12.56平方千米，當中陸地面積為12.42平方千米，而水域面積為0.14平方千米。當地共有人口5056人，而人口密度為每平方千米403人。